# Karl Zech
Karl Zech, född 6 februari 1892 i Swinemünde, död 1 april 1944 i Altenburg, var en tysk SS-Gruppenführer.

## Biografi
Zech stred i första världskriget och blev därefter medlem i en frikår. Från 1921 till 1929 tillhörde Zech den paramilitära organisationen Stahlhelm. Han inträdde i NSDAP och SS år 1931 och kom att ingå i SS i Essen. År 1933 blev han ledamot i tyska riksdagen. Mellan 1933 och 1937 var Zech polischef i Essen.

### Andra världskriget
Den 1 september 1939 anföll Tyskland sin östra granne Polen och den 26 oktober inrättades Generalguvernementet, den del av Polen som inte inlemmades i Tyska riket. Från den 24 november 1939 till den 1 oktober 1940 var Zech SS- och polischef i distriktet Krakau. Under denna tid gjorde han sig skyldig till ohörsamhet då han vägrade att utföra vissa order. Han förflyttades till näringslivet och blev direktor inom industrikoncernen HASAG (Hugo und Alfred Schneider AG). På denna post gjorde han sig skyldig till förskingring och uteslöts ur NSDAP och SS. Därtill dömdes han till fyra års fängelse av en domstol i Weimar. Zech valde då att begå självmord.

## Befordringar i SS
- Sturmführer: 31 januari 1931
- Sturmbannführer: 4 juli 1931
- Standartenführer: 8 augusti 1931
- Oberführer: 6 oktober 1932
- Brigadeführer: 1 januari 1934
- Gruppenführer: 30 januari 1938